# 217/I
Misil tierra-aire experimental soviético de combustible sólido desarrollado en 1938 por Sergéi Koroliov. Fue el primer misil antiaéreo desarrollado en la Unión Soviética. Tenía alas y superficies de control en la cola. El proyecto dio origen al misil 217/II.

## Características
- Empuje en el despegue: 18.140 kN
- Masa total: 120 kg
- Masa del combustible: 17.5 kg
- Longitud: 2.27 m
- Envergadura: 2.20 m
- Alcance máximo: 6.80 km
- Velocidad máxima 300 km/h
- Cota máxima: 3000 m